# 邮政街
邮政街（Postgasse）是瑞士首都伯尔尼中世纪城市中心伯尔尼老城的一条街道，它是伯尔尼1191年建城时最古老的城区宰林根城的一部分。越过十字街到东边的阿勒河附近的Nydeggstalden，其名称更改为市政厅街。它是包含旧城的联合国教科文组织世界文化遗产的一部分。

## 历史
从1300年开始，今天的市政厅街和邮政街称为霍尔曼街（Hormansgasse）。霍尔曼家族从1224-1326年住在伯尔尼。自1619年以来，其上段（现在的市政厅街）称为屠夫街（Metzgergasse），而下段在1798年首次称为邮政街。 1675年，邮政街64/66号费舍尔邮局（Fischer'sche Post）建成，成为下个世纪的街名的起源。虽然这个名字在1798年成为官方名称，但是直到1870年才开始通用。同时，邮局在1832年从邮政街搬走。。

## 景点
邮政街64/66号的费舍尔邮局（Fischer‘sche Posthäuser）被列入瑞士国家和区域重要文化财产名录。
圣安东尼教堂（Antonierkirche）是圣安多尼修会的医院教堂，开始于1494年，在1444年的一座小堂的地点。教堂在1505年完成。